# Fregata średnia
Fregata średnia (Fregata minor) – gatunek dużego ptaka z rodziny fregat (Fregatidae). Występuje na wyspach, zarówno Pacyfiku, Atlantyku, jak i Oceanu Indyjskiego. Nie jest zagrożony wyginięciem.
Międzynarodowy Komitet Ornitologiczny wyróżnia 5 podgatunków. BirdLife International szacuje łączny zasięg występowania na 126 mln km². Fregaty średnie są ptakami morskimi – gniazdują kolonijnie na niewielkich wyspach, głównie Indo-Pacyfiku, zaś poza sezonem lęgowym wędrują do 7 tys. km od kolonii. Zasięg obejmuje 50°. Ptaki te żywią się głównie rybami (szczególnie z rodziny ptaszorowatych), które łowią samodzielnie lub odbierają innym ptakom na drodze kleptopasożytnictwa.
Okres składania jaj różni się w zależności od regionu. Fregaty średnie lęgi wyprowadzają nawet raz na kilka lat. Samce popisują się głównie poprzez nadymanie czerwonego worka gardłowego. Gniazdo stanowi luźna platforma z gałęzi, zniesienie liczy jedno jajo. Obydwa ptaki z pary wysiadują je na zmianę przez blisko 55 dni. Młode uzyskuje zdolność lotu w wieku blisko 6 miesięcy. Jedna z zaobrączkowanych fregat średnich przeżyła 37 lat.

## Taksonomia
Po raz pierwszy zgodnie z zasadami nazewnictwa binominalnego gatunek opisał Johann Friedrich Gmelin w 1789 w 13. edycji Systema Naturae. Nadał mu nazwę Pelecanus minor. Holotyp pochodził z Wyspy Bożego Narodzenia – Gmelin nie podał miejsca typowego, jednak Rothschild (1915) ustalił, że było to gdzieś na wschodnim Oceanie Indyjskim, zaś Lowe (1924) zawęził to do Wyspy Bożego Narodzenia. Wcześniejsze błędne ustalenia wskazywały na Karaiby, dokładniej Jamajkę. Obecnie (2020) Międzynarodowy Komitet Ornitologiczny (IOC) umieszcza gatunek w rodzaju Fregata. Ze względu na zasady panujące w taksonomii zachował się epitet gatunkowi minor (łac. „mniejszy”), który nie współgra jednak z angielską nazwą zwyczajową – Great frigatebird („wielka fregata”).
IOC wymienia 5 podgatunków. Jeden z nich, F. m. palmerstoni, został opisany w 1789 przez Gmelina jako odrębny gatunek na podstawie holotypu z atolu Palmerston (Wyspy Cooka). Trzy pozostałe, F. m. aldabrensis (siedlisko typowe: Aldabra), F. m. ridgwayi (holotyp pochodził z Wolf lub Culpepper Island) i F. m. nicolli (siedlisko typowe: Ilha Trindade), opisał Gregory Macalister Mathews w 1914. Różnice między przedstawicielami poszczególnych podgatunków są słabo zaznaczone. Proponowany podgatunek F. m. peninsulae został uznany za synonim F. m. palmerstoni. Mathews opisał jako podgatunek fregaty średniej fregatę wielką (F. magnificens), obecnie uznawaną za odrębny gatunek. Mathews znany był z częstego rozdzielania różnych taksonów i być może podgatunki te nie są warte wyróżniania.
W Ulupau Head (Oʻahu) odnaleziono pochodzące od fregaty średniej proksymalną część kości ramiennej i paliczek ze skrzydła, datowane na okres Illinoian (środkowy plejstocen). Osobniki z pięciu kolonii z Galapagos były przedmiotem badań genetycznych, uwzględniono w nich również inne występujące tam ptaki – głuptaki galapagoskie (Sula granti). Na podstawie badania trzech genów mitochondrialnych utworzono sieć filogenetyczną haplotypów. Badana populacja nie przedstawiała żadnej lub przedstawiała nikłą strukturę genetyczną – inaczej niż u uwzględnionego podczas prac głuptaka. Wyliczono średnią heterozygotyczność dla populacji fregat – 65%, wyższą niż u badanych głuptaków (58%); sprzyja temu wskaźnik migracyjności fregat. Nie są to wyniki znacząco inne od tych, które uzyskano dla innych galapagoskich ptaków.

## Morfologia
Długość ciała wynosi 82–105 cm; masa ciała samców 1000–1450 g, samic 1215–1640 g; rozpiętość skrzydeł 180–230 cm. Występuje wyraźny dymorfizm płciowy w upierzeniu. Przedstawiciele poszczególnych podgatunków różnią się znacznie rozmiarami, dodatkowo u samic w kolorze dzioba i obrączki ocznej. Szczegółowe informacje zamieszczono w sekcji „Podgatunki”.
Samce osiągają dorosłe upierzenie w wieku 10–11 lat, jednak niektóre aż do 13 r.ż. zachowują nieco białych piór na piersi. Upierzenie dorosłego samca jest całkowicie czarne, połyskliwe, z zielonkawą lub fioletowawą opalizacją, szczególnie na karku, w górnej części grzbietu i na barkówkach. Brązowy pasek skrzydłowy niekoniecznie widoczny; to cecha zmienna. Dziób ciemny, od niebieskoszarego po czarniawy, z jaśniejszymi paskami. Tęczówka brązowa, obrączka oczna czarniawa. Stopy matoworóżowe. Samce fregaty średniej mogą być w terenie niezwykle trudne do odróżnienia od samców fregaty wielkiej lub fregaty orlej (Fregata aquila) ze względu na schowane czarniawe stopy.

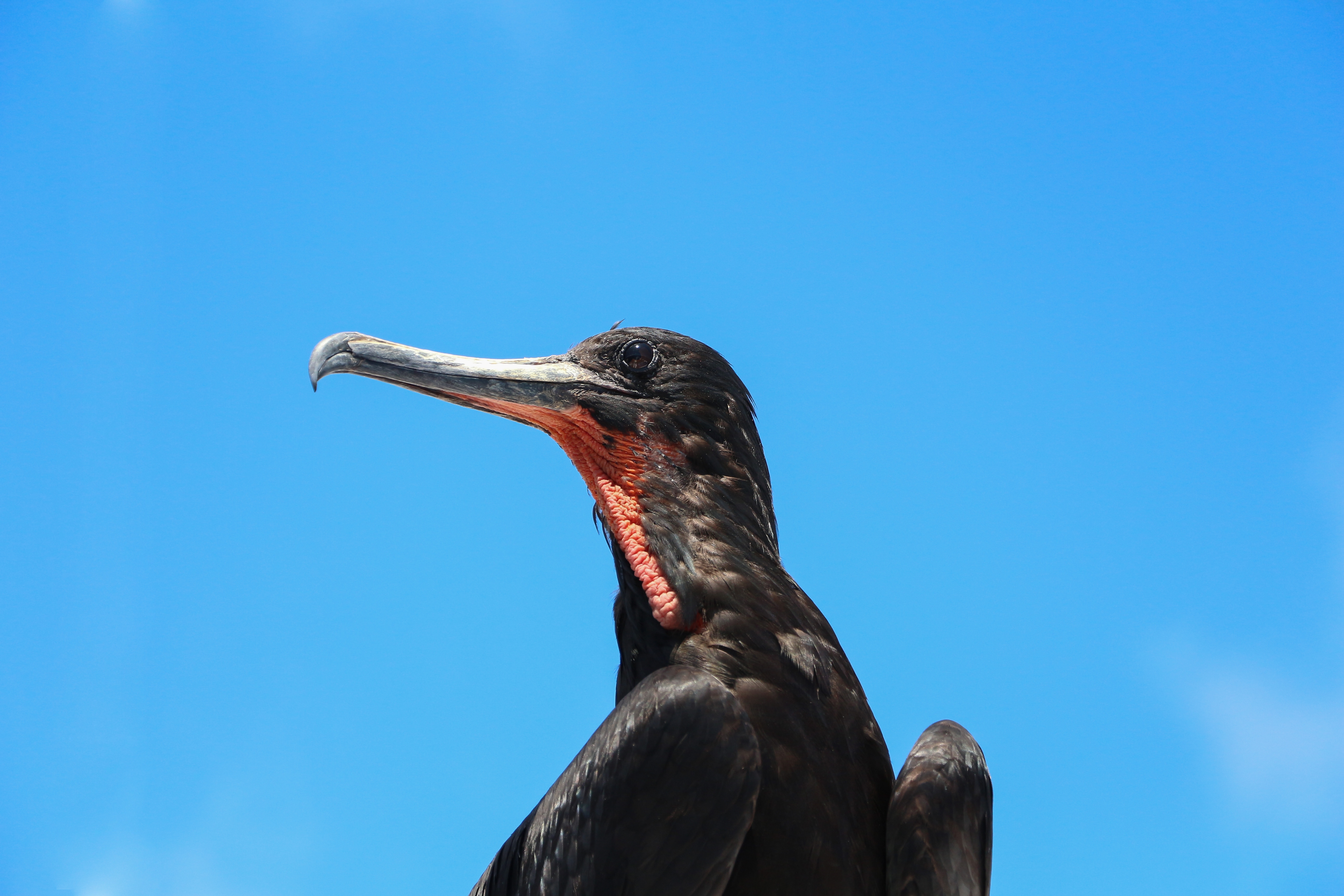
Kilka dni po uformowaniu się par nadęty worek na gardle kurczy się i cofa w kierunku gardła

U samców fregat średnich występuje także szkarłatny worek gardłowy. Worek ten zmienia swą postać, zależnie od sezonu. W okresie lęgowym, gdy trwają jeszcze toki, nienadęty worek gardłowy zwisa swobodnie. Kilka dni po uformowaniu się par zaczyna kurczyć się i cofać w kierunku gardła, zmienia również kolor na bliższy pomarańczowemu. Za intensywnie czerwoną barwę worka gardłowego samca w sezonie lęgowym odpowiada głównie karotenoid astaksantyna. W osoczu wyodrębniono również dwa inne karotenoidy – tunaksantynę i zeaksantynę. Te dwa ostatnie osiągają podobne stężenie w osoczu u samic, w przeciwieństwie do astaksantyny, której wyraźnie więcej jest u samców.
U dorosłych samic głowa oraz tył szyi są czarne, kontrastują z szarą brodą i gardłem oraz czarnym paskiem biegnącym pod okiem oraz po bokach szyi. Wierzch ciała czarny, wyróżnia się jedynie płowy pasek skrzydłowy, często bardzo rzucający się w oczy. Górna część piersi, boki ciała i brzuch białe. Brzuch, okolice kloaki oraz sterówki czarne. Dziób może być szaroniebieski lub różowy, obrączka oczna różowa, niebieska lub liliowa. Tęczówka brązowa. Nogi różowawe. Samice osiągają szatę dorosłą w wieku 8–9 lat. U osobników młodocianych głowa, gardło oraz szyja mają barwę rdzawobrązową, miejscami z jaśniejszymi piórami. Wierzch ciała czarny, występuje jasny pasek skrzydłowy. Pierś czarna w górnej części, biała w niższej. Okolice kloaki czarne. Obrączka oczna brązowa, podobnie jak i tęczówka. Dziób jasnoszary z fioletowawym nalotem, jasno okalany, a niekiedy z ciemniejszą końcówką. Nogi ciemne, o nieokreślonej barwie.
Wymiary szczegółowe podane w milimetrach przedstawia poniższa tabela. W przypadku długości skrzydeł ptaków z Wyspy Bożego Narodzenia wpisano dwie wartości średnie, pochodzące od dwóch różnych autorów. Dokładne informacje na temat pochodzenia danych znajdują się w cytowanych artykułach.
| Zakres:                                                                                           | Samce                                                                                             | Samice                                                                                            |                  | Średnia: | Lok.     | Samce    | Samice |
| ------------------------------------------------------------------------------------------------- | ------------------------------------------------------------------------------------------------- | ------------------------------------------------------------------------------------------------- | ---------------- | -------- | -------- | -------- | ------ |
| Długość ciała                                                                                     | 710–805                                                                                           | 740–780                                                                                           | Długość skrzydła | 1        | 563, 565 | 587, 587 |        |
| Długość ciała                                                                                     | 710–805                                                                                           | 740–780                                                                                           | Długość skrzydła | 2        | 608      | 610      |        |
| Długość głowy                                                                                     | 147–160                                                                                           | 168–180                                                                                           | Długość skrzydła | 3        | 582      | 607      |        |
| Długość głowy                                                                                     | 147–160                                                                                           | 168–180                                                                                           | Długość skrzydła | 4        | 582      | 607      |        |
| Długość ogona                                                                                     | 375–460                                                                                           | 395–430                                                                                           | Długość dzioba   | 1        | 96       | 113      |        |
| Długość ogona                                                                                     | 375–460                                                                                           | 395–430                                                                                           | Długość dzioba   | 2        | 104      | 117      |        |
| Powyżej: informacja nt. liczby zbadanych okazów i lokalizacji: brak                               | Powyżej: informacja nt. liczby zbadanych okazów i lokalizacji: brak                               | Powyżej: informacja nt. liczby zbadanych okazów i lokalizacji: brak                               | Długość dzioba   | 3        | 102      | 116      |        |
| Z prawej, lok.: 1. Wyspa Bożego Narodzenia 2. Aldabra 3. Wyspy Kokosowe 4. Wyspy Morza Koralowego | Z prawej, lok.: 1. Wyspa Bożego Narodzenia 2. Aldabra 3. Wyspy Kokosowe 4. Wyspy Morza Koralowego | Z prawej, lok.: 1. Wyspa Bożego Narodzenia 2. Aldabra 3. Wyspy Kokosowe 4. Wyspy Morza Koralowego | Długość dzioba   | 4        | 102      | 116      |        |

## Zasięg występowania, ekologia i zachowanie
BirdLife International szacuje łączny zasięg na 126 mln km². Fregaty średnie zamieszkują wyspy, głównie w obrębie Indo-Pacyfiku. Na Oceanie Atlantyckim występuje jedynie populacja z Trindade i Martim Vaz. Zasięg pokrywa się w większości z zasięgiem fregaty małej (Fregata ariel). Na Atlantyku obejmuje on pas o rozciągłości południkowej bliskiej 5600 km, od Hawajów po Pitcairn. Na hawajskiej wysepce Nihoa (Moku Manu) pierwszy lęg odnotowano w 1970; wcześniej donoszono jedynie o odpoczywających tam ptakach. Liczna populacja występuje na Wyspie Bożego Narodzenia, jednak najważniejsze kolonie znajdują się na wyspach Feniks oraz French Frigate Shoals. Na wschodnim Pacyfiku występują na Galapagos (wraz z fregatami wielkimi, F. magnificens; nie występują tam fregaty małe). 2–3 tys. gniazd stwierdzono na Tower Island. Odnotowano te ptaki także i na Malpelo, gdzie występują cały rok, jednak nie wiadomo, czy gniazdują. W Revillagigedo lęgi wyprowadzają na Wyspie Kokosowej oraz Isla San Benedicto. Na Marianach po raz pierwszy odnotowano te ptaki w 1995. Populacja jest niewielka, występują tylko dwie kolonie (2009). Spośród wysp Morza Koralowego fregaty średnie lęgną się na wyspach Wielkiej Rafy Koralowej. Na Oceanie Indyjskim zasięg rozciąga się od równoleżnika 5°N (Malediwy) po równoleżnik 15°33’S (Adele Island) – w pasie o szerokości bliskiej 1200 km.
Szczegóły dotyczące zasięgu w zależności od podgatunku przedstawiono w sekcji „Podgatunki”.
Morska część zasięgu jest słabo poznana. Odnotowywano te ptaki na tropikalnych wodach o temperaturze powyżej 22 °C i zmiennym zasoleniu. Poza sezonem lęgowym ptaki mają szeroki zasięg występowania. Ptaki oznakowane we French Frigate Shoals (jeden z atoli Hawajów) obserwowano do 7000 km dalej. Badania z wykorzystaniem telemetrii wykazały, że po sezonie lęgowym fregaty średnie z Oceanu Indyjskiego podróżowały do 4400 km od swej kolonii. Wędrówki w okresie lęgowym pozostają słabo poznane. Zbadano kilka samców z Kanału Mozambickiego – te zajmujące się już pisklętami oddalały się podczas żerowania najwyżej 150 km od kolonii, zaś wysiadujące do 600 km. Ptaki pochodzące z Aldabry (Ocean Indyjski) odbywały dłuższe wyprawy niż te z Kanału Mozambickiego; prawdopodobnie przyczyna leży w różnicach oceanograficznych zależnych od regionu. 

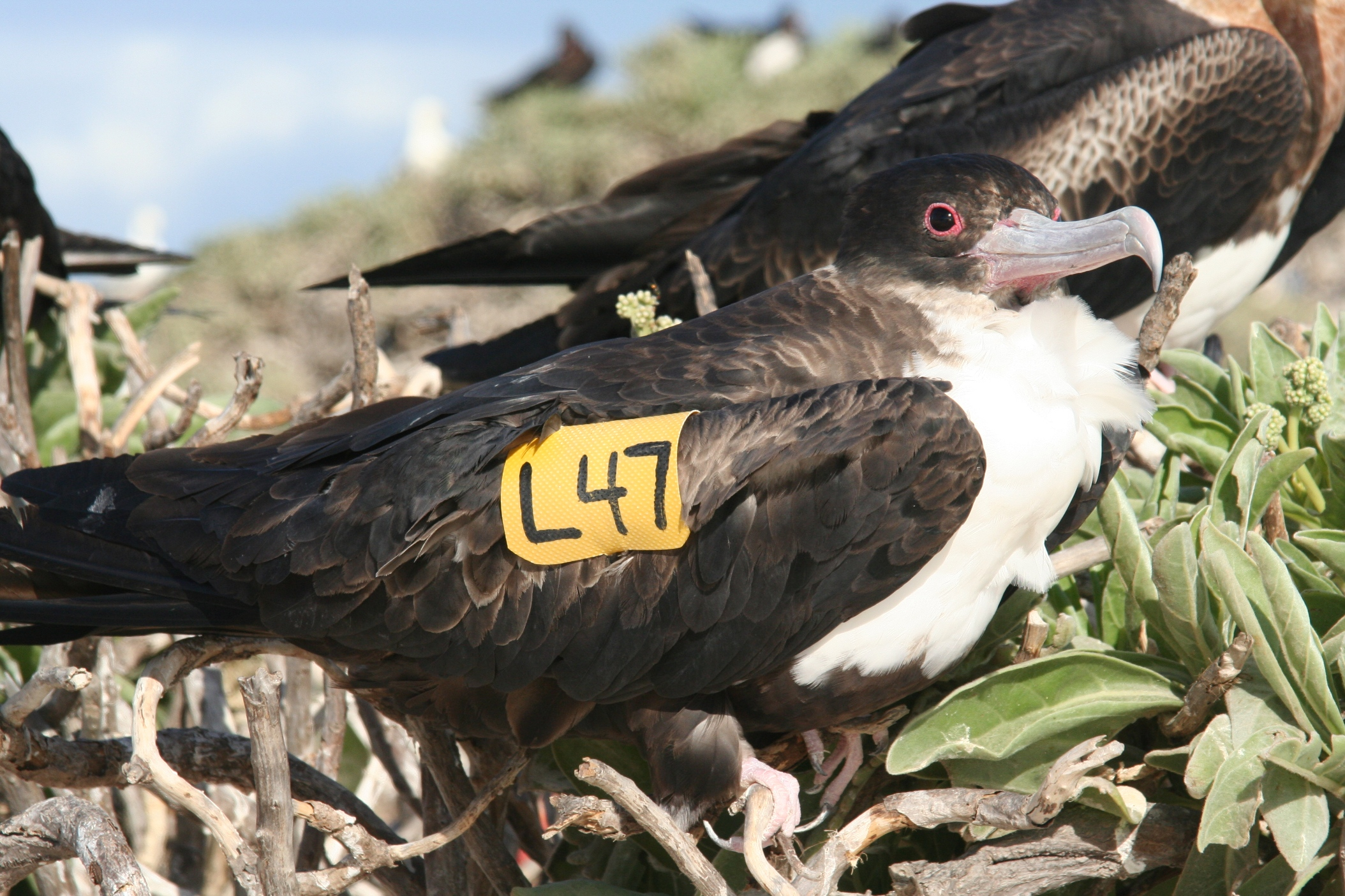
Poza sezonem lęgowym fregaty średnie odbywają długie morskie wędrówki. Oznakowane ptaki obserwowano nawet 7000 kilometrów od miejsca wypuszczenia

Fregaty średnie regularnie pojawiają się na Sri Lance w lecie, widywano je również u wybrzeża Indii i na Lakszadiwach. 3 czerwca 2013 żywego ptaka złapano w Manglutan na wyspie Andaman Południowy. Następnego dnia umarł, został przekazany do zbiorów Zoological Survey of India w Port Blair. Było to pierwsze stwierdzenie z Andamanów i Nikobarów. W 1985 włączono fregatę średnią na listę ptaków Somalii – od 1978 do 1981 obserwowano u wybrzeża tego kraju 8 osobników, o czym wspomniano w artykule o nowościach na liście.
Fregaty średnie żyją w koloniach. Na niewielkiej wysepce może żyć ponad 1000 par tych ptaków. Występują od poziomu morza po około 150 m n.p.m. na Wyspie Bożego Narodzenia. Często współwystępują z głuptakami czerwononogimi (Sula sula). Fregaty średnie wydają z siebie różnorodne dźwięki, szczególnie w koloniach; przeważnie jednak milczą. Ptaki podchodzące zbyt blisko odganiają kłapaniem dzioba i piskiem. Są w stanie wytworzyć mało różnorodne dźwięki mechaniczne, ponadto odzywają się szczebiotem i pulsującymi odgłosami.

### Pożywienie
Fregaty średnie mogą same poszukiwać pokarmu lub praktykować kleptopasożytnictwo. Jeśli same szukają pokarmu (głównie ptaszorowatych i strzalikowatych), przeważnie szukają go do 15 cm pod powierzchnią wody. Mogą podążać za ławicami drapieżnych ryb – bonito (Katsuwonus pelamis) i Euthynnus czy delfinów (Stenella, Delphinus i Steno), które wypłaszają mniejsze ryby. Często widuje się fregaty średnie żerujące w towarzystwie innych ptaków, jak rybitwy czarnogrzbiete (Sterna fuscata), burzyki klinosterne (Ardenna pacifica), tajfunniki cienkodziobe (Bulweria bulwerii), głuptaki maskowe (Sula dactylatra). Ryby obracają w dziobie tak, by połknąć je głową do przodu. Podczas sezonu lęgowego żerują prawdopodobnie około 100–200 km od kolonii. W koloniach drapieżnictwo. Na French Frigate Shoals podczas jednego z badań samice fregat średnich odpowiadały za 64% upolowań młodych rybołówek brunatnych (Anous stolidus); nie zauważono, by polowały na nie samce fregat. Oszacowano, że odpowiadały za 95% przypadków śmierci piskląt rybołówek brunatnych do 24. dnia życia. Podczas jednego z badań na Hawajach w 284 porcjach zwróconego pokarmu zidentyfikowano ryby z 23 rodzin (stanowiły ogółem 85% pokarmu). Długość zdobyczy fregat wynosiła średnio 82 mm (12–272 mm ogółem). Zjadają również młode żółwie morskie. W koloniach wykazują kleptopasożytnictwo. W atolu Midway najczęściej atakowanymi ptakami były rybitwy czarnogrzbiete i faetony czerwonosterne (Phaethon rubricauda), nieco rzadziej głuptaki czerwononogie i rybołówki brunatne; rzadko atakowały także burzyki klinosterne, atolówki (Gygis alba), rybołówki cienkodziobe (Anous tenuirostris). Wybrana ofiara jest zależna od płci ptaka. Samice są większe, wybierają więc większe ptaki, by odebrać im pokarm – przykładowo, za 110 pościgów za rybitwami czarnogrzbietymi odpowiadało 39 samic i 71 samców, ale już głuptaki były atakowane wyłącznie przez samice. Skuteczność kleptopasożytnictwa różna – u badanych ptaków na Galapagos 12% pościgów zakończyło się sukcesem, na Wyspie Bożego Narodzenia 63%, na Aldabrze 8%.

### Lęgi

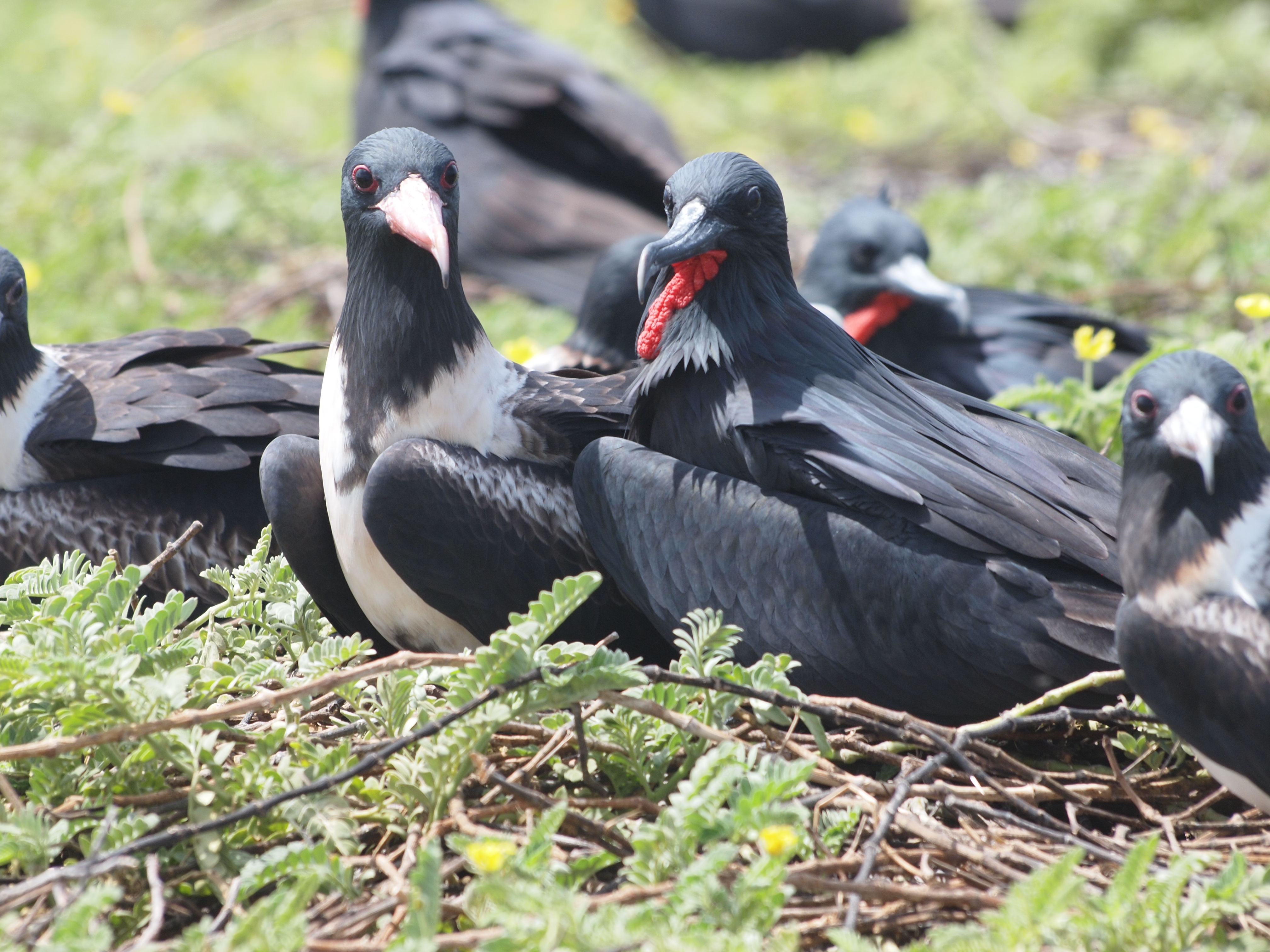
Para fregat średnich

Fregaty średnie gniazdują w koloniach. Swoje gniazda umieszczają na wysokich drzewach, również na namorzynach, skałach lub nawet na ziemi, ale preferują namorzyny. Na Aldabrze używają tylko drzew namorzynowych (trzy gatunki), unikały jednak awicenii (Avicennia). Często gniazda umieszczały na niskich, płasko zakończonych drzewach z rodzaju Ceriops. Na Tower Island gniazdowały na kserofitycznych krzewach osiągających do 1 m wysokości. Pomniejsze grupy obserwowane w koloniach mogą zmienić miejsce gniazdowania w kolejnym sezonie, ale zwykle trzymają się tych samych wysp. W obrębie kolonii ptaki zbite są w grupki liczące 15–20 gniazd; zdarzają się także takie gniazdujące samotnie. Przeważnie gniazda znajdują się w odstępie 0,6–1,4 m od siebie. Pełny cykl rozrodczy trwa około 400 dni; nie odnotowano przypadku pomyślnego lęgu rok po roku. Nawet w odstępie 2 lat trudno o lęgi, ponieważ ptaki te nierzadko odpoczywają 3 lub 4 lata po pomyślnym lęgu. Pora składania jaj zależy od miejsca; najrzadziej zdarza się w listopadzie i grudniu. Na Wyspie Bożego Narodzenia popisy samców rozpoczynają się pod koniec grudnia lub w styczniu, najwięcej jaj składanych jest w marcu i kwietniu. Na Kiritimati większość zniesień przypada na kwiecień i maj (sam okres składania trwa od stycznia do sierpnia), na Aldabrze od sierpnia do października, na Genovesa od lutego do maja.
Tokujące samce nadymają swoje worki gardłowe, eksponując zarówno jego jaskrawą barwę, jak i świeże, połyskliwe czarne upierzenie. Kolorystyka worka gardłowego niesie za sobą informację dla samicy – odpowiadająca za jego czerwoną barwę astaksantyna stymuluje układ immunologiczny, jest również antyoksydantem. Umożliwia to samicy wybranie samca w najlepszej kondycji – prawdopodobnie intensywność barwy przekłada się na zdrowie samca i efektywność pozyskiwania pokarmu, co jest ważne w kontekście jego potencjalnego rodzicielstwa. 15 badanych samców spędzało średnio 29,9% czasu na tokowaniu. Ilość włożonej w popisy energii nie przekładała się na wybranie samca przez samicę lub nie. Podczas badań na Hawajach wykazano, że tamtejsze samice fregat średnich preferowały samce zbliżone genetycznie do nich. Nie jest jasne, dlaczego – nie jest to wynik filopatrii, ani też braku możliwości wyboru innego samca. Samce popisując się przed samicą obracają się w jej kierunku, gdy porusza się. Do przelatujących samic klekoczą dziobem, zaś gdy samica wyląduje, szczebioczą i kręcą się. Uformowana para może rozpaść się po kilku godzinach lub kilku dniach, niekiedy wskutek interwencji innego samca. Być może do nietrwałości par przyczynia się też ubóstwo różnych form wzmacniania więzi, jak u innych fregat.

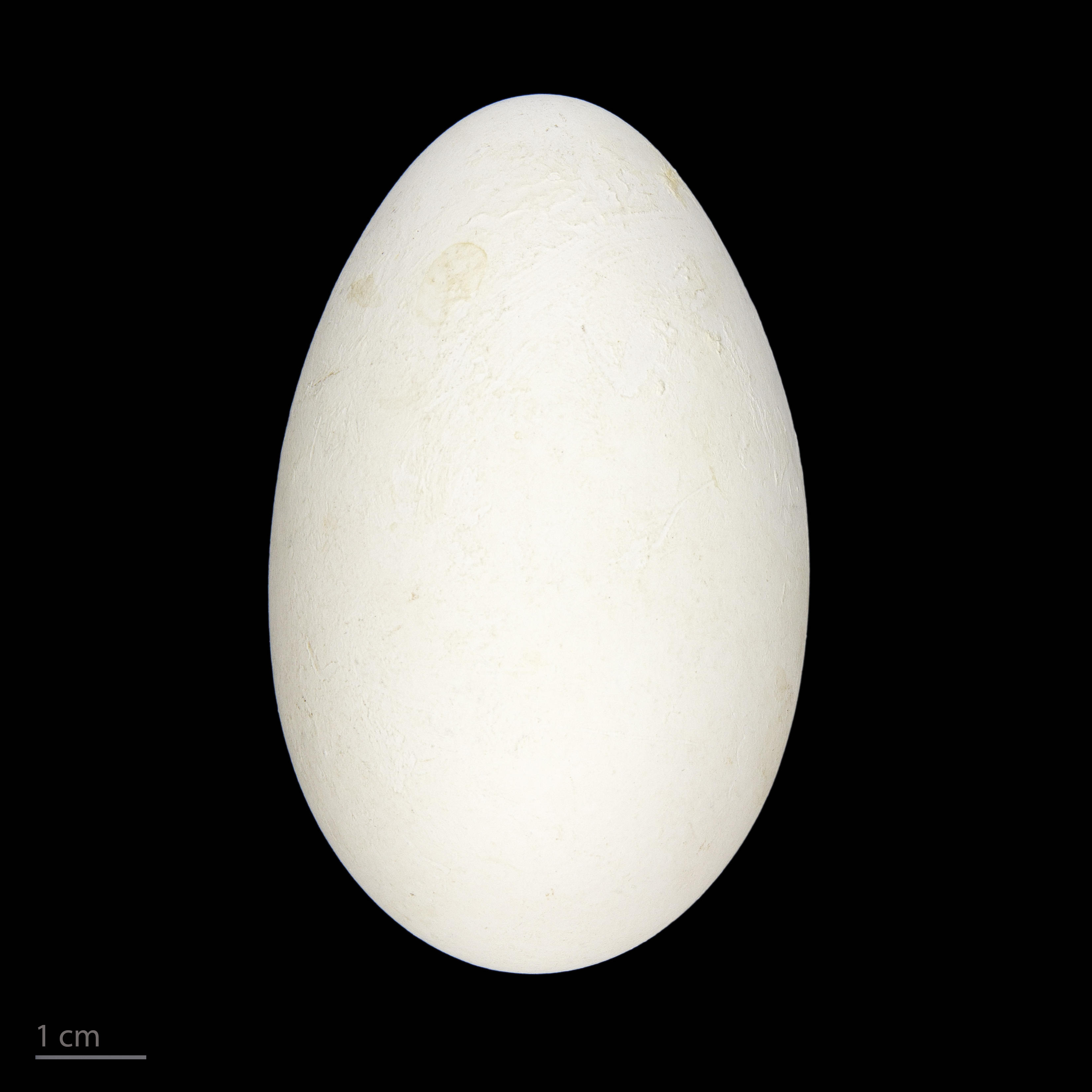
Jajo fregaty średniej z kolekcji muzealnej

Gniazdo to wątła, płaska platforma z gałęzi, żywych lub martwych. Niekiedy materiał gniazdowy scalony jest odchodami. Jej wymiary to 29–33 na 26–29 cm (n=4, Aldabra). W zniesieniu znajduje się zawsze jedno jajo o wymiarach 68 (64–71) na 48 (46–59) mm (n=7). Ponowne złożenie jaja w przypadku jego utraty normalnie nie zdarza się. Inkubacja trwa blisko 55 dni. Samiec i samica zmieniają się co 4–17 dni, niekiedy w nocy. Pisklęta przez około tydzień utrzymują ząb jajowy. Te obserwowane na Galapagos miały różową skórę oraz bladoniebieskie dziób i nogi. W drugim tygodniu życia młode pokrywają się rzadki puchem, gęstszym na kuprze; gardło pozostaje nagie. Po blisko 3 tygodniach życia młode pokrywa się „płaszczem” z czarnych piór. Koło 42. dnia życia wychodzą górne pokrywy skrzydłowe, po 56–60 dniach życia lotki II rzędu, po 60–70 I rzędu. Rodzice dzielą się obowiązkami. Przez pierwsze dwa tygodnie życia młode jest pod ścisłą opieką jednego z rodziców, a do osiągnięcia 4 czy 5 tygodni jest również nieustannie strzeżone. Rodzice zmieniają się co 1–2 dni. Częstotliwość karmienia piskląt maleje wraz z ich wiekiem. Zaraz po wykluciu karmione są 3–4 razy dziennie, po dwóch dniach raz dziennie, w wieku 2–4 miesięcy średnio 0,44 dnia na dzień (dane z Galapagos, z października), w wieku 4–6 miesięcy średnio 0,36 raza na dzień. Pokarm otrzymują głównie po południu. Osobniki młodociane są zdolne do lotu w wieku około 6 miesięcy (na Aldabrze w wieku 148–202 dni). Później młode karmione są jeszcze 6–14 miesięcy. Śmiertelność młodych zmienna. Śmiertelność wśród dorosłych nieznana.
Najstarszy zaobrączkowany osobnik przeżył 37 lat.

## Fizjologia
Badana była temperatura ciała trzech fregat średnich. Wcześniej wykonano jedynie pojedynczy pomiar termometrem umieszczonym w kloace; uzyskano wynik 39,2 °C. Badano również zmiany temperatury ciała w ciągu dnia u trzech młodych (około 2,5 roku) fregat średnich. Do badania użyto zatopionych w pleksiglasie czujników temperatury, które ptaki połykały z pokarmem. Wyniki przedstawiono poniżej:
| Osobnik | Czas badania (h) | Zakres temperatur (°C) | Średnia temperatura (°C) |
| ------- | ---------------- | ---------------------- | ------------------------ |
| 1       | 20               | 36,5–40,7              | 37,9                     |
| 2       | 23,5             | 38,6-40,6              | 39,4                     |
| 3       | 5,5              | 40,0-41,4              | b.d.                     |

Dwa pierwsze ptaki trzęsły się nad ranem. Trzeci, mimo wysokiej odnotowanej temperatury ciała, zdawał się nie cierpieć z przegrzania. Jako że fregaty budują swoje gniazda na odkrytym obszarze, podatnym na nasłonecznienie, muszą nieraz radzić sobie z wysoką temperaturą. Na gnieździe mogą spędzić niekiedy dwa tygodnie z rzędu, pozbawione wody. Nie mogą chłodzić się w wodzie, gdyż – jak każde fregaty – mają upierzenie podatne na przemakanie, co utrudnia im później lot. W latach 1981 i 1983 prowadzono badania nad termoregulacją u tych ptaków na Eastern Island (atol Midway). Temperatury powietrza wahały się od 18,8 do 33,3 °C w 1981 i 17,6–30,0 °C w 1983, temperatury ekwiwalentne zaś odpowiednio od 19,1 do 51,7 °C oraz od 16 do blisko 60 °C (niekiedy nawet 63,5 °C). Obserwowane ptaki chłodziły się przez stroszenie piór oraz rozkładanie lub opuszczanie skrzydeł, często ustawiając się tak, by ich głowa była w cieniu. Stosują również technikę zwaną gular fluttering (polega na gwałtownym napinaniu mięśni górnej części gardła, by szybciej zachodziło chłodzące ptaka parowanie z wilgotnych tkanek wnętrza dzioba); u badanych ptaków trwało od 1 minuty do nawet 2 godzin.
Fregaty średnie rozpoczynają pierzenie po sezonie lęgowym, choć obserwowano także gniazdujące osobniki w trakcie pierzenia.

## Pasożyty
Z fregaty średniej opisano w 1996 nowy gatunek apikompleksu – Haemoproteus iwa, stwierdzony u ptaków na Laysan i Tern Island. U ptaków z Laysan występował u 35% osobników, na Tern Island – u 36%. U młodocianych osobników z Laysan spotykany był częściej, bo u 52% ptaków. Był to pierwszy hemopasożyt stwierdzony u morskich ptaków z Hawajów i pierwszy endemiczny hemopasożyt z Hawajów. W badanej populacji z Galapagos samce znacznie częściej były zainfekowane H. iwa. Apikompleks ten przenosi ektopasożyt fregat – Olfersia spinifera, muchówka z rodziny narzępikowatych. Z worka gardłowego fregat średnich wykazano i opisano w 1968 dwa nowe gatunki roztoczy; opisano je na podstawie deutonimf heteromorficznych. Neottialges (Caloeneetes) fregatae i Neottialges (Peleeaneetes) hawaiiensis należą do rodziny Hypoderidae.

## Podgatunki
Podgatunki według IOC.
| Podgatunek                       | Zasięg | Uwagi |
| -------------------------------- | --- | --- |
| F. m. nicolli Mathews, 1914      | południowy Atlantyk (Trindade i Martim Vaz u wybrzeża wschodniej Brazylii) | Według Mathewsa największa pozyskana samica miała długość górnej krawędzi dzioba 120 mm, skrzydła zaś 650 mm                                                                                      |
| F. m. aldabrensis Mathews, 1914  | zachodni Ocean Indyjski (Aldabra, Komory, Europa, Tromelin, Cargados Carajos, Glorieuses | Według Mathewsa największa pozyskana samica miała długość dzioba 116 mm, skrzydła zaś 621 mm |
| F. m. minor (Gmelin, 1789)       | centralny i wschodni Ocean Indyjski po południowo-wschodnie morza Azji oraz południowo-zachodni Pacyfik (Czagos, Wyspy Kokosowe, Wyspa Bożego Narodzenia, Wyspy Paracelskie)                                              | — |
| F. m. palmerstoni (Gmelin, 1789) | zachodni i centralny Pacyfik (Karoliny, Wyspy Marshalla, Hawaje, Wyspy Feniks, Line Islands, Markizy, Tuamotu, Wyspy Towarzystwa, Pitcairn oraz Sala y Gómez, Nowa Kaledonia, Wake, Henderson (wyspa), Wyspa Wielkanocna) | — |
| F. m. ridgwayi Mathews, 1914     | wschodni Pacyfik (Revillagigedo, Wyspa Kokosowa, Galapagos) | Według Mathewsa największa pozyskana samica miała długość dzioba 108 mm, skrzydła zaś 620 mm; ptaki tego podgatunku ma cechować oleiście zielona, jak określił to autor, barwa piór na grzebiecie |

## Status i zagrożenia
IUCN uznaje fregatę średnią za gatunek najmniejszej troski (LC, Least Concern). BirdLife International ocenia trend populacji jako spadkowy ze względu na niszczenie środowiska życia. Niemożliwe jest ustalenie globalnej liczebności ze względu na gnieżdżenie się tych ptaków na małych, odizolowanych wyspach. del Hoyo et al. (1992) zaproponowali liczebność rzędu 0,5–1 mln osobników. Na wyspie Europa są to ptaki pospolitsze, niż niegdyś uważano – 700–1100 par (1997). Na Hawajach populację oszacowano w 2005 na 10 tys. par lęgowych, z czego największe kolonie znajdowały się na Nihoa (3,5–4,5 tys. par) i Laysan (2–2,5 tys. par).
Podobnie jak w przypadku wszystkich ptaków morskich, zagrożeniem dla fregat średnich są introdukowane szczury (Rattus) i koty domowe. Na niektórych spośród hawajskich wysp wprowadzone przez ludzi króliki domowe wygryzły część rdzennej roślinności, pozbawiając fregaty miejsc do rozrodu; przeprowadzono jednak ich eradykację. Nadmierny połów ryb może pozbawić te ptaki pokarmu. Odnotowano przypadki topienia się w mule kopalnianym, wpadania na linie wysokiego napięcia i przypadkowego łapania się przy połowie ryb.